# Камнаго-Босконе (Комо)
Камнаго-Босконе је насеље у Италији у округу Комо, региону Ломбардија.
Према процени из 2011. у насељу је живело 1507 становника. Насеље се налази на надморској висини од 366 м.